# Rio Godavari
O rio Godavari (em marata:  गोदावरी, em telugo:  గోదావరి) é um rio que corre no centro da Índia, e um dos mais importantes do país. Tem origem próximo de Trimbak em Maarastra. Segue para leste por Maarastra e Andra Pradexe e desagua na baía de Bengala.
O Godavari é sagrado para o hinduísmo e há diversos centros de peregrinação nas suas margens.

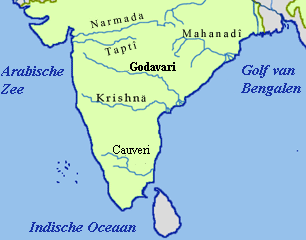
O Godavari é um dos principais rios da Índia